# Tunísia nos Jogos Olímpicos de Verão de 1960
A Tunísia competiu nos Jogos Olímpicos de Verão pela primeira vez nos Jogos Olímpicos de Verão de 1960 em Roma, Itália.